# Transsudat
Transsudat (nylat. transsudatum, av trans- och lat. sudo svettas), icke-inflammatorisk utgjutning i vävnader eller kroppshålor som bildas genom transsudation. Transsudat består i huvudsak av blodplasmans vatten och salter och transsudatet är därigenom proteinfattigt. Enligt en vanlig definition skall proteinhalten vara mindre än 50 % jämfört med serum.